# Cheilotrichia brumalis
Cheilotrichia brumalis är en tvåvingeart som först beskrevs av Alexander 1947.  Cheilotrichia brumalis ingår i släktet Cheilotrichia och familjen småharkrankar. Inga underarter finns listade i Catalogue of Life.